# Silícia (gens)
A gens Silicia, possivelmente a mesma que Selicia, foi uma obscura família plebéia em Roma Antiga. Quase nenhum membro desta gens é mencionado na história, mas vários são conhecidos a partir de inscrições, muitas delas da África romana.

## Origem
O nomen Silicius pertence a uma classe de gentilícias derivadas de palavras que terminam em -ex. A raiz aparente, silex, refere-se a sílex.

## Prenomes
Os Silicii usaram uma variedade de prenomes, incluindo Lucius, Gaius, Marcus, Publius, Quintus, Titus e Aulus, todos os quais estavam entre os nomes mais comuns em todos os períodos da história romana. Pelo menos um dos membros da família tinha o prenome Spurius, um nome antigo que quase havia desaparecido nos tempos imperiais.

## Membros
- Publius Silicius Coronas,[i] um dos juízes que votou para absolver Brutus por seu papel no assassinato de Caesar. Ele foi proscrito e executado pelos triumvirs.[4][5][6]
- Quintus Silicius Pausia, nomeado em uma inscrição de Roma, datada da primeira metade do primeiro século.[7]
- Silicius Rufus, nomeado em uma inscrição dedicatória de Tergeste em Venetia et Histria, datada do final do primeiro ou início do segundo século.[8]
- Silicia Viola, enterrada em Julia Concordia em Vêneto e Histria, em um túmulo datado do final do primeiro ou início do segundo século, junto com Lucius Calventius Atticus.[9]
- Lucius Silicius Nicon, dedicou um túmulo em Roma, datado do início do segundo século, para seu filho, Lucius Silicius Nicon.[10]
- Lucius Silicius L. f. Nicon, um jovem enterrado em Roma, com vinte e dois anos, seis meses e vinte dias, com um monumento de seu pai, Lucius Silicius Nicon, datado do início do segundo século.[10]
- Titus Silicius Fortunatus, um porta-estandarte na terceira legião em Lambaesis em 141 d.C.[11]
- Lucius Silicius Fortunatus, natural de Puteoli em Campânia, foi um soldado na Guarda Pretoriana, servindo na centúria de Firmus, em 143 d.C.[12]
- Marcus Silicius Verus, natural de Urbinum em Umbria, foi um oficial na Guarda Pretoriana, em 144 d.C.[12]
- Lucius Silicius, nomeado em uma inscrição funerária do século II de Roma.[13]
- Silicius Longus, um soldado na Guarda Pretoriana, foi enterrado em sua cidade natal Misenum, com quarenta anos, tendo servido por vinte e um anos, com um túmulo construído por Claudius Longinus, datado da parte final do século II.[14]
- Gaius Silicius Januarius, um soldado servindo na terceira legião em Lambaesis em Numídia, em 173 d.C.[15]
- Silicius Urbanus, um soldado servindo na terceira legião em África Proconsularis durante o reinado de Septimius Severus, na centúria de Valerius Proculus.[16]
- Silicius Quartus, um soldado servindo na terceira legião em África Proconsularis durante o reinado de Septimius Severus, na centúria de Domitius Maximus.[16]
- Lucius Silicius Firmus Mandrogenes, natural de Magnesia on the Maeander, foi o vencedor do pankration na 248ª Olimpíada, em 208 d.C. Philostratus menciona que ele era descendente de uma família aristocrática do lado de sua mãe.[17][18]
- Quintus Silicius Victor, junto com Gaius Tadius Fortunatus, dedicou uma estátua em honra de Julia Domna em Pagus Mercurialis em África Proconsularis, datada entre 209 e 211 d.C.[19]
- Titus Silicius Januarius, um dos oficiais responsáveis pelo arsenal da quinta coorte dos vigiles em 210 d.C.[20]
- Titus Silicius Rutilianus, um prefeito isento de deveres servil, servindo na quinta coorte dos vigiles em 210 d.C.[20]
- Lucius Silicius Augustalis, um dos oficiais do dia para uma centúria na quinta coorte dos vigiles em 210 d.C.[20]
- Gaius Silicius Crescentianus, um soldado na quinta coorte dos vigiles em 210 d.C.[20]
- Lucius Silicius Rufus, um dos duumviros municipais em Lambaesis, nomeado em uma inscrição datada entre 379 e 383 d.C.[21]

### Silicii não datados
- Silicia, nomeada em uma inscrição funerária de Ad Aquas Caesaris em África Proconsularis.[22]
- Silicia L. f., a filha de Lucius Silicius Praenestinus, enterrada em Madauros em África Proconsularis, com quarenta anos.[23]
- Marcus Silicius, o marido de Valeria e pai de Marcus Silicius Catus.[24]
- Lucius Silicius [...]ninus, enterrado em Lambaesis, com quarenta anos, com um monumento de seu herdeiro, Lucius Sextilius Felix.[25]
- Silicia Agatha, a esposa de Marcus Acutius Aegipas, um liberto nomeado em uma inscrição de Puteoli.[26]
- Gaius Silicius C. f. Argutus, nomeado em uma inscrição de Thabraca em África Proconsularis.[27]
- Gaius Silicius Campus, um dos magistrados em Castellum Medianum em Mauretania Caesariensis.[28]
- Quintus Silicius Q. f. Castus, enterrado em Thibilis em Numídia, com trinta e cinco anos.[29]
- Marcus Silicius M. f. Catus, o filho de Marcus Silicius e Valeria, foi um soldado enterrado em Portus Magnus em Numídia, com vinte e quatro anos, tendo servido por dois anos.[24]
- Lucius Silicius L. f. Celer, enterrado em Aquileia em Vêneto e Histria, junto com Publius Avillius.[30]
- Silicius Donatus, um dos Sodales Augustales, foi enterrado em Tarraco em Hispânia Citerior, com vinte e cinco anos e nove dias, com um monumento de Marinius Catinianus.[31]
- Silicia Euphrosyne, dedicou um monumento em Roma para sua filha, Suatica, filha de Heortenus.[32]
- Gaius Silicius Exories, nomeado em uma inscrição de Roma.[33]
- Silicia Faustina, uma menina enterrada em Roma, com quatro anos, cinco meses e um dia.[34]
- Silicia Q. f. Felicula, a filha de Quintus Silicius Hera, enterrada em um sepulcro familiar em Roma.[35]
- Silicius Felix, o filho de Silicius Secundus e Antilia Victorica, foi enterrado em Thagura em África Proconsularis, com vinte e cinco anos, em um túmulo construído por sua mãe.[36]
- Silicius L. f. Felix, o filho de Lucius Silicius e Rerricha, e neto de Rusticius Romanus, dedicou um monumento em Leptis Parva em África Proconsularis para sua mãe e irmão, Lucius Silicius Saturninus.[37]
- Quintus Silicius Felix, enterrado em Lamasba em Numídia, com oitenta e oito anos, junto com sua esposa, Julia Rogatina.[38]
- Quintus Silicius Q. f. Felix, o filho de Quintus Silicius Hera, enterrado em um sepulcro familiar em Roma.[35]
- Gaius Silicius Fellis, enterrado em Thibilis.[39]
- Titus Silicius T. f. Firmus, o filho de Titus Silicius Teleius e Ulpia Daphne, enterrado em Salona em Dalmácia, com sete anos, cinco meses e dezesseis dias.[40]
- Silicia Fortunata, enterrada em Mustos em África Proconsularis, com quarenta e sete anos.[41]
- Lucius Silicius Fronto, enterrado em Roma, em um túmulo construído por sua esposa, Athenia Amanda.[42]
- Titus Silicius Gorgia, um liberto nomeado em uma inscrição de Buthrotum em Macedônia, junto com Titus Silicius Suavis.[43]
- Silicius Gudus, enterrado em Numídia, com vinte e cinco anos.[44]
- Quintus Silicius Hera, enterrado em um sepulcro familiar em Roma, junto com sua mãe, Silicia Prima, e filhos, Quintus Silicius Felix e Silicia Felicula.[35]
- Aulus Silicius Hilaris, provavelmente um liberto, nomeado em uma inscrição de Castellum Dimmidi em Numídia.[45]
- Silicia Honorata, enterrada em Thibilis, com cinquenta e cinco anos.[46]
- Lucius Silicius Honoratus, enterrado em Thibaris em África Proconsularis, com sessenta e cinco anos.[47]
- Silicia Hospitalis, enterrada em Rusicade em Numídia, com vinte e um anos.[48]
- Gaius Silicius Ivennonius, enterrado em Thibilis, com setenta e cinco anos.[49]
- Silicia Januaria, enterrada em Thuburnica em África Proconsularis, com setenta anos.[50]
- Silicius Januarius, enterrado em Madauros, com setenta anos.[51]
- Lucius Silicius Julianus, enterrado em Castellum Celtianum em Numídia, com quarenta anos.[52]
- Silicia C. f. Lucilla, enterrada em Thibilis, com setenta e seis anos.[53]
- Marcus Silicius Marianus, enterrado no local atual de Oum Ladjoul, anteriormente parte da Numídia, com cinquenta anos.[54]
- Quintus Silicius Martialus, construiu um túmulo em Hippo Regius em África Proconsularis para sua esposa, Clavacina.[55]
- Silicia Matutina, enterrada em Sigus em Numídia, com cinquenta anos.[56]
- Gaia Silicia Matutina, enterrada em Lambaesis, com sessenta e cinco anos.[57]
- Silicius Messor, enterrado em Thibilis, com três anos.[58]
- Silicia Namgidde, natural da África, enterrada em Fanum Martis em Gália Lugdunense, com sessenta e cinco anos, com um monumento de seu filho, Gaius Flavius Januarius.[59]
- Silicia Nampame, enterrada em Thibilis, com quarenta e seis anos.[60]
- Lucius Silicius Optatus, um veterano enterrado em Simitthus em África Proconsularis, com cinquenta anos.[61]
- Silicia C. f. Placida, dedicou um monumento em Forum Julii em Gália Narbonense para seu filho, Gaius Valerius Placidus, um soldado na décima quarta legião.[62]
- Silicia Prima, a mãe de Quintus Silicius Hera, enterrada em um sepulcro familiar em Roma.[35]
- Silicius Primus, fez uma oferta a Saturno em África Proconsularis.[63]
- Gaius Silicius Primus, um menino enterrado em Lambaesis, com três anos.[64]
- Silicia Recepta, enterrada em Ausafa em África Proconsularis, com vinte e cinco anos.[65]
- Gaius Silicius Romanus Thacorensis, fez uma oferta aos deuses em Roma, junto com Frucia Victoria.[66]
- Silicia P. f. Rustica, enterrada em Calama em Numídia, com sessenta anos.[67]
- Lucius Silicius L. f. Saturninus, o filho de Lucius Silicius e Rerricha, e neto de Rusticius Romanus, foi um soldado na terceira legião, servindo na centúria de Julius Ligur. Ele morreu em batalha enquanto servia sob o centurião Lucilius, e foi enterrado em Leptis Parva, com quarenta anos, tendo servido por dezenove anos, com um monumento de seu irmão, Silicius Felix.[37]
- Quintus Silicius Saturninus, enterrado em Mustis, com setenta e cinco anos.[68]
- Silicius Secundus, o marido de Antilia Victorica, e pai de Silicius Felix, foi enterrado em Thagura, em um túmulo construído por sua esposa.[36]
- Silicius Silicianus, um flamen em Lambaesis.[69]
- Quintus Silicius Silvanus,[ii] um natural da África, e um soldado na Guarda Pretoriana, foi enterrado em Misenum, com sessenta anos, com um monumento dedicado por sua esposa, Messea Januaria, e filho, Quintus Silicius Silvanus.[70]
- Quintus Silicius Q. f. Silvanus, filho de Quintus Silicius Silvanus e Messea Januaria.[70]
- Silicus Solutor, enterrado em Thibilis, com setenta e cinco anos.[71]
- Titus Silicius Suavis, um liberto nomeado em uma inscrição de Buthrotum, junto com Titus Silicius Gorgia.[43]
- Spurius Silicius Successus, enterrado em Curculum em Numídia, com sessenta anos.[72]
- Titus Silicius Teleius, o marido de Ulpia Daphne, e pai de Titus Silicius Firmus, um menino enterrado em Salona.[40]
- Silicius Victor, um soldado enterrado em Misenum, com vinte e oito anos, tendo servido por oito anos, sete meses e cinco dias.[73]
- Gaius Silicius Victor, um sacerdote mencionado em uma inscrição devocional de Numídia.[74]
- Quintus Silicius L. f. Victorinus Cornelianus Honoratianus, foi flamen, duumvir, e edil em Bulla Regia em África Proconsularis.[75]
- Silicia P. Ɔ. l. Zosime, uma liberta nomeada em uma inscrição de Roma.[76]